# ヴィルヘルム・フリーデマン・バッハ
ヴィルヘルム・フリーデマン・バッハ（Wilhelm Friedemann Bach, 1710年11月22日 - 1784年7月1日）は、ドイツの作曲家、オルガニスト。著名な音楽家ヨハン・ゼバスティアン・バッハの長男である。別名「ハレのバッハ」、「ドレスデンのバッハ」。即興演奏と作曲の天才と認められていたにもかかわらず、収入と雇用は不安定で、貧困のうちに世を去った。

## 生涯
1710年にヴァイマルに生まれた。父親のバッハに最も溺愛されており、1720年の《ヴィルヘルム・フリーデマン・バッハのためのクラヴィーア小曲集 》は、題名からも明らかなように、フリーデマンの音楽教育のために特に作曲されている。この曲集のうちいくつかは、後に《平均律クラヴィーア曲集》の素材として転用された。
ライプツィヒで教育を受け、1729年には父の友人のヨハン・ゲオルク・ピゼンデルの仲介によってピゼンデルの元弟子でメルゼブルクのコンサート・マスターを務めていたヨハン・ゴットリープ・グラウンに師事してヴァイオリンを習っている。1733年にドレスデンの聖ソフィア教会の、1746年にハレの聖母教会 (Marktkirche Unser Lieben Frauen) のオルガニストに就任。ハレに就職するにあたっては、父親が睨みを利かせたため、通常の演奏試験なしで採用されている。
1750年に父親が世を去り、フリーデマンの生活から父親の威光が失われると、ハレでの生活が不幸なものとなり、別の任地を求めて頻繁に各地を旅するようになる。1762年にダルムシュタットの宮廷楽長に任ぜられるが、ある理由からその地位に就任しなかった。2年後の1764年に、いきなりハレの地位を捨てる。自らハレの任務を辞しただけでなく、実際にはその後もどこでも公職に就くことができなかった。その後は最期の日を迎えるまで放浪の日々を続け、貧窮の末にベルリンで死去した。73歳没。

## 作品

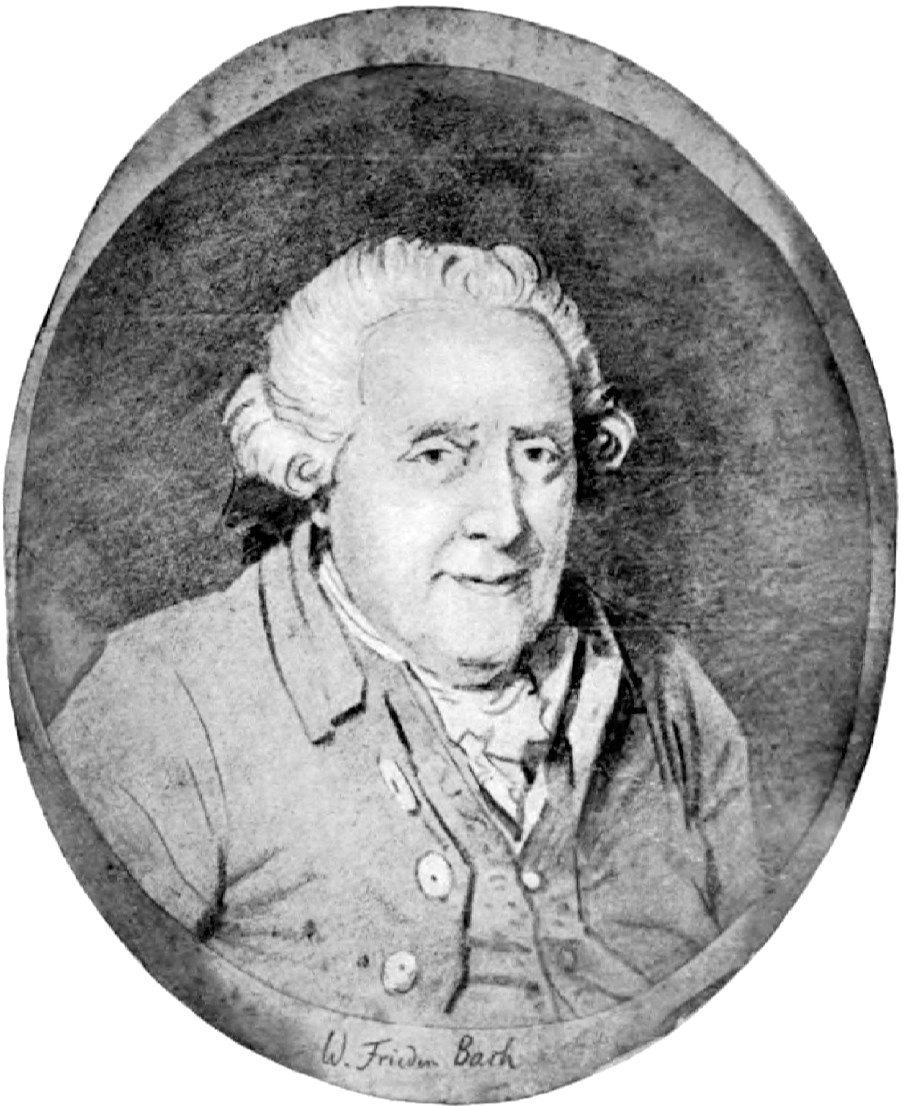
晩年（1782年）のフリーデマン・バッハ

膨大な作品数にもかかわらず、出版された量は少ない。ドレスデン時代にオルガン作品を出版しようとしたが、予約数が少なく1曲しか出版されなかった。作品のうち、教会カンタータと器楽曲が大半を占めており、なかでもフーガやポロネーズ、幻想曲といったクラヴィーア曲や、6つの無伴奏フルート二重奏曲が、大胆な幻想のほとばしりで名高い。いくつかの自筆譜がベルリン王室図書館に保存されている。
一般的に使われている整理番号の方式は、1913年にフリーデマン作品の一覧を公表した、マルティン・ファルクによるものである。この方式はファルク番号と呼ばれ、たとえば1765年に完成された名高い《12のポロネーズ》は、ファルク番号12であり、Falck 12 / F. 12 / FK 12 のいずれかのように表記される。1913年以降に再発見された作品は、数字の前に補遺を示すドイツ語の略号 nv（Nachlassverzeichnisの短縮形）を数字の前に副えることになっている。クラヴィーア曲《幻想曲ハ短調》は、 Falck nv 2 という整理番号になっている。（ただし、近年になってこの曲はヨハン・ヴィルヘルム・ヘスラーの作品であることが判明している。）
ヴィルヘルム・フリーデマンは、弟カール・フィリップ・エマヌエルとともに、父バッハの最初の伝記作家であるヨハン・ニコラウス・フォルケルの有力な情報提供者であった。フォルケルは、ふたりから得られた情報を用いて、1802年にバッハ伝を出版したのである。しかしながらフリーデマンは、弟エマヌエルのように父親から遺産を相続したにもかかわらず、エマヌエルとは違って、父親の作品の管理人としては失格であった。フリーデマンは、相続分の父親の自筆譜の多くを、（困窮の余りに売却するなどして）数え切れないほど散逸させてしまっただけでなく、いくつかの場合には、父親の作品を自作だと偽ることさえやってのけた。たとえば父親の《オルガン協奏曲》BWV596の自筆譜に、フリーデマンが自署を書き入れたため、19世紀の出版譜は、誤って作者をフリーデマンとして伝えた。
いっぽう、1733年に作曲した《2台のチェンバロのための協奏曲 Concerto a duoi cembali concertati 》は、ヨハネス・ブラームスはこの作品を校訂して出版した際フリーデマンの作品としたにも拘わらず、大バッハの浄書譜によって伝承されたため、後に誤って父親の作品として発表されてしまったといういきさつがある。また、バッハの《管弦楽組曲第5番》と呼ばれてきた、管弦楽のためのフランス風序曲ト短調 BWV 1070は、突然の感情の高まりと中絶という特色から、フリーデマンが真の作者ではなかったかと類推されている（ただし確証があるわけではない）。
フリーデマンは、不安定な生活基盤とだらしない性格から、父親や成功した弟たちとは違って、一生の間に着実に創作様式を発展させるということがなく、後期バロック音楽の様式を継承した（より厳格な）対位法的な初期の作品と、前古典派音楽の典型的な音楽様式を示す和声的で自由な晩年の作品というように、時期によって作風に大きな隔たりが認められる。そのことを、首尾一貫性のなさと批判する研究者もいる反面、さまざまな音楽様式を吸収して同化することのできた器用さと見る研究者もいる。あるいは近年では、霊感に導かれた自由奔放な感情表出をフリーデマン作品に共通する特徴と認めて、多感様式の代表的作曲家に数えようと再評価する動きも見られる。
《ニ短調のシンフォニア（または管弦楽のための前奏曲とフーガ）》F.65や、《フルートのための二重奏曲》など多くの作品では、父親とも弟カール・フィリップ・エマヌエルとも違ってしばしば劇的で壮大な表現を斥けており、繊細で翳りのある表情の明滅や、突然の感情の中断といった特徴が認められる。また、カール・フィリップ・エマヌエルがベルリンやハンブルクの進取的な音楽環境の中で、比較的早くから全音階的な音組織を用いるようになったのに対して、ヴィルヘルム・フリーデマンは、1760年代になっても依然として半音階技法に執着し、《12のポロネーズ》のいくつかにその有名な作例が指摘されている。
弟カール・フィリップ・エマヌエルやヨハン・クリスティアンに同じく、ヴィルヘルム・フリーデマンも鍵盤楽器演奏の大家であったが、弟たちとは違って、その上さらにヴァイオリン演奏も巧みであった。グラウンの指導で卓越した技術を身に着けた彼は、父親の作品《無伴奏ヴァイオリンのためのソナタとパルティータ》全曲を軽々と弾きこなす程であったという。